# Diddl
Diddl é um pequeno lindo rato, personagem desenhado criado pelo artista alemão Thomas Goletz. Diddl e amigos são comercializados em várias tipos de produtos tais como artigos de papelaria e collecções.
Diddl tem muitos amigos e parentes, uma namorada chamada Diddlina e um amigo o Mimihops. O namorado de Mimihops é Pimboli, que é também amigo de Diddl. Diddl não gosta dos irmãos da rã. Mora junto dos seus amigos e inimigos em Cheesecakeland, onde o solo, as rochas e as paredes são feitos do queijo mas parecem de outra maneira muito similares à terra do planeta com desertos, rios, e mesmo uma lua. Galupy é um cavalo e é amigos bons com Diddlina. 
Diddl não é um vulgar rato. Ele é um rato saltitão e por isso tem os pés muito grandes. Foi pensado originalmente para ser um canguru até que Thomas Goletz decidiu transforma-lo em rato.
As crianças por todo o mundo coleccionam o personagem Diddl em cartões do jogo de Diddl que foi extremamente popular nos anos 2003 - 2005.